# Тирвагандж
Тирвагандж (англ. Tirwaganj) — город на севере Индии, в штате Уттар-Прадеш, в округе Каннаудж.

## География
Находится к юго-западу от города Каннаудж, к югу от реки Исан.

## Демография
По данным официальной переписи 2001 года численность населения города составляла 20 229 человек, из них 53 % — мужчины и 47 % — женщины. Уровень грамотности населения города составляет 67 %, что выше, чем средний по стране показатель 59,5 %. Уровень грамотности среди мужчин — 73 %, среди женщин — 61 %. Доля лиц в возрасте младше 6 лет — 15 %.

## Транспорт
Связан с городом Каннаудж национальным шоссе № 91A.